# The Jakarta Post
The Jakarta Post es un diario indonesio escrito en inglés. Su propietario es PT Bina Media Tenggara, y la oficina central está en la capital del país, Yakarta. 
The Jakarta Post empezó como una colaboración entre cuatro periódicos indonesios, ideada por el ministro de información Ali Murtopo y el político Jusuf Wanandi. Tras la publicación del primer número el 25 de abril de 1983, pasó varios años con publicidad mínima y circulación en aumento. Tras el cambio del editor jefe en 1991, empezó a tomar un punto de vista pro-democracia. El periódico fue uno de los únicos diarios indonesios en inglés que sobrevivieron a la crisis financiera asiática de 1997. Actualmente tiene una circulación de unos 40.000 ejemplares.
Conocido por ser un terreno de entrenamiento para periodistas locales e internacionales, The Jakarta Post ha ganado varios premios y ha sido descrito como «el diario indonesio en inglés más destacado».

## Ediciones y otras publicaciones

### Edición dominical
La edición dominical del The Jakarta Post fue lanzada el 18 de septiembre de 1994. Esta edición incluye más historias contadas en profundidad, así como entretenimiento y ficción que no podría ser publicado en las ediciones diarias.

### Edición en línea
The Jakarta Post tiene una edición en línea, que incluye tanto historias exclusivas de internet como historias impresas; ambas tienen un acceso gratis. También hay noticias de última hora que son desarrolladas mientras ocurren. El periódico espera digitalizar todos sus artículos impresos, con 50.000 artículos desde junio de 1994 ya digitalizados.

### Bali Daily
El 9 de abril de 2012 The Jakarta Post lanzó Bali Daily («Diario de Bali») un periódico diario de cuatro páginas producido en Bali, tras notar que 4.900 de sus suscriptores vivían en esa isla.